# 가람초등학교 (경기)
가람초등학교는 대한민국 경기도 고양시 덕양구에 있는 공립 초등학교이다.

## 연혁
- 1996. 01. 13 가람초등학교 설립 인가
- 1996. 04. 12 교사 신축 공사 착공
- 1996. 11. 07 초대 김근중 교장 취임
- 1996. 12. 01 가람초등학교 개교(9학급 편성 - 1, 2, 3학년)
- 1997. 03. 01 24학급 편성(1-6학년)
- 1998. 02. 17 제1회 졸업식(150명)
- 2014. 02. 14 제17회 졸업식(191명 졸업 / 누계 4,544명)
- 2014. 03. 01 33학급 편성(특수학급 1포함)
- 2016. 09. 01 제 7대 김읂장 부임